# Pfarrkirche Staatz

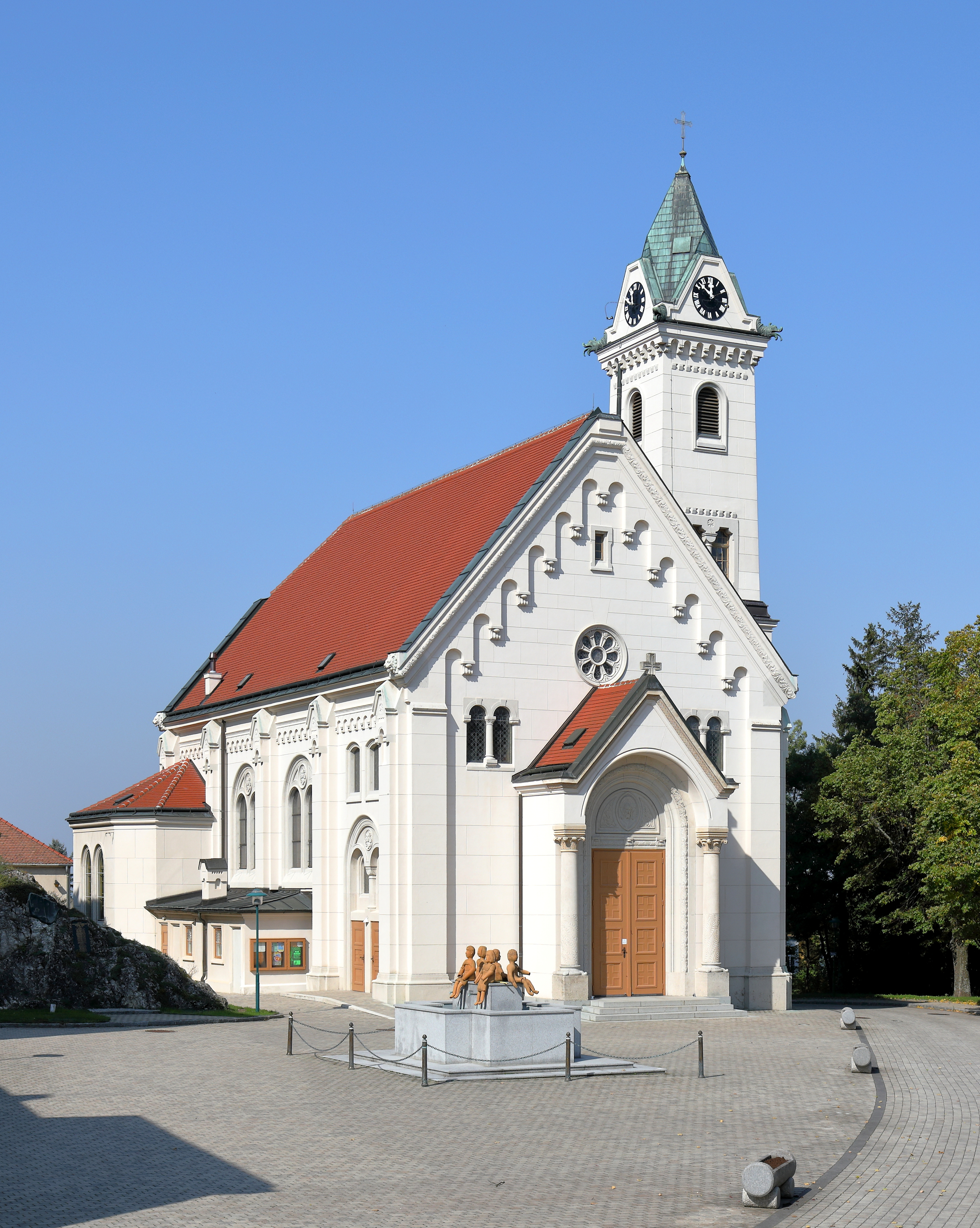
Pfarrkirche hl. Martin

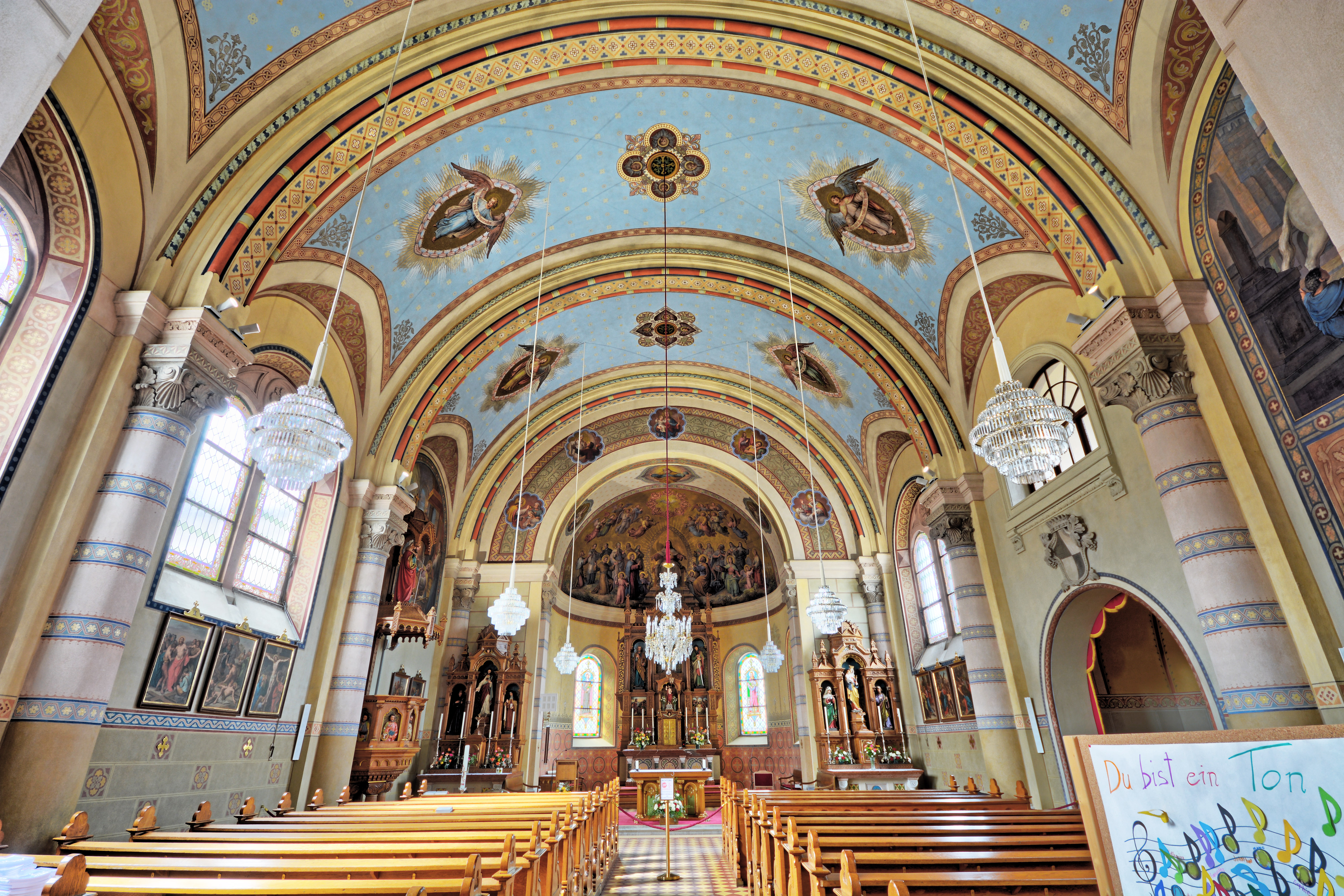
Blick vom Langhaus zum Hochaltar

Die römisch-katholische Pfarrkirche Staatz (Patrozinium: hl. Martin), im Ortsteil Kautendorf am Fuß der Staatzer Klippe gelegen, ist ein neoromanischer Bau, der ebenso wie der südlich davon gelegene Pfarrhof unter Denkmalschutz steht. Die Pfarre Staatz gehört zum Dekanat Laa-Gaubitsch in der Erzdiözese Wien.

## Geschichte
Eine Pfarre bestand in Staatz bereits vor 1100. Im Jahr 1766 wird sie als Propsteipfarre genannt. Durch die Hanglage der alten Kirche gelangte Feuchtigkeit unter die Fundamente, wodurch sich der Boden aufweichte und es zu Setzungen kam. Die Kirche wurde baufällig und im Jahr 1900 behördlich gesperrt. Die neue Kirche wurde an derselben Stelle nach Plänen des Architekten Viktor Siedek erbaut und 1907 geweiht.

## Äußeres
Die 1906/07 erbaute neoromanische Kirche besteht aus einem Langhaus mit eingezogenem polygonalem Chor und einem Nordturm. Die Fassade ist reich gegliedert. Die westliche Giebelfassade verfügt über ein Rundbogenfries und einen übergiebelten Portalvorbau mit Säulen, einer Fensterrosette und zwei Biforienfenstern darüber. Der schlanke, viergeschoßige Turm mit östlichem Treppenturm hat ein Rundbogenfries, rundbogige Schallfenster und ein Zeltdach hinter trapezförmigen Blendgiebeln. Südlich des Chores steht ein zweigeschoßiger Anbau.
An der Kirche sind mehrere Grabsteine zu sehen: eine rotmarmorne Grabplatte mit Inschrift und Wappen der Breiner, datiert 1589 und 1631; Erhard Schilch mit Kreuz und Schild, 1450; ein rotmarmorner Grabstein, bezeichnet mit 1486.

## Inneres
Die Quertonne des vierjochigen Langhauses ruht mit Gurtbögen auf Halbsäulen mit Basen und Blattkapitellen. Im Westen erhebt sich auf Pfeilern die Orgelempore. Zwischen Langhaus und Chorbereich ist ein eingezogener, rundbogiger Triumphbogen. Die konchenförmige Apsis verfügt über ein Gesims. An Gewölbe und Seitenwänden sind Dekorationsmalereien. Die Wandmalerei im Langhaus stellt die legendäre Mantelspende des Martin von Tours dar. Im Chor ist Christus mit Heiligen abgebildet. Die figurale Glasmalerei an den Fenstern stammt aus der Bauzeit der Kirche.

## Ausstattung

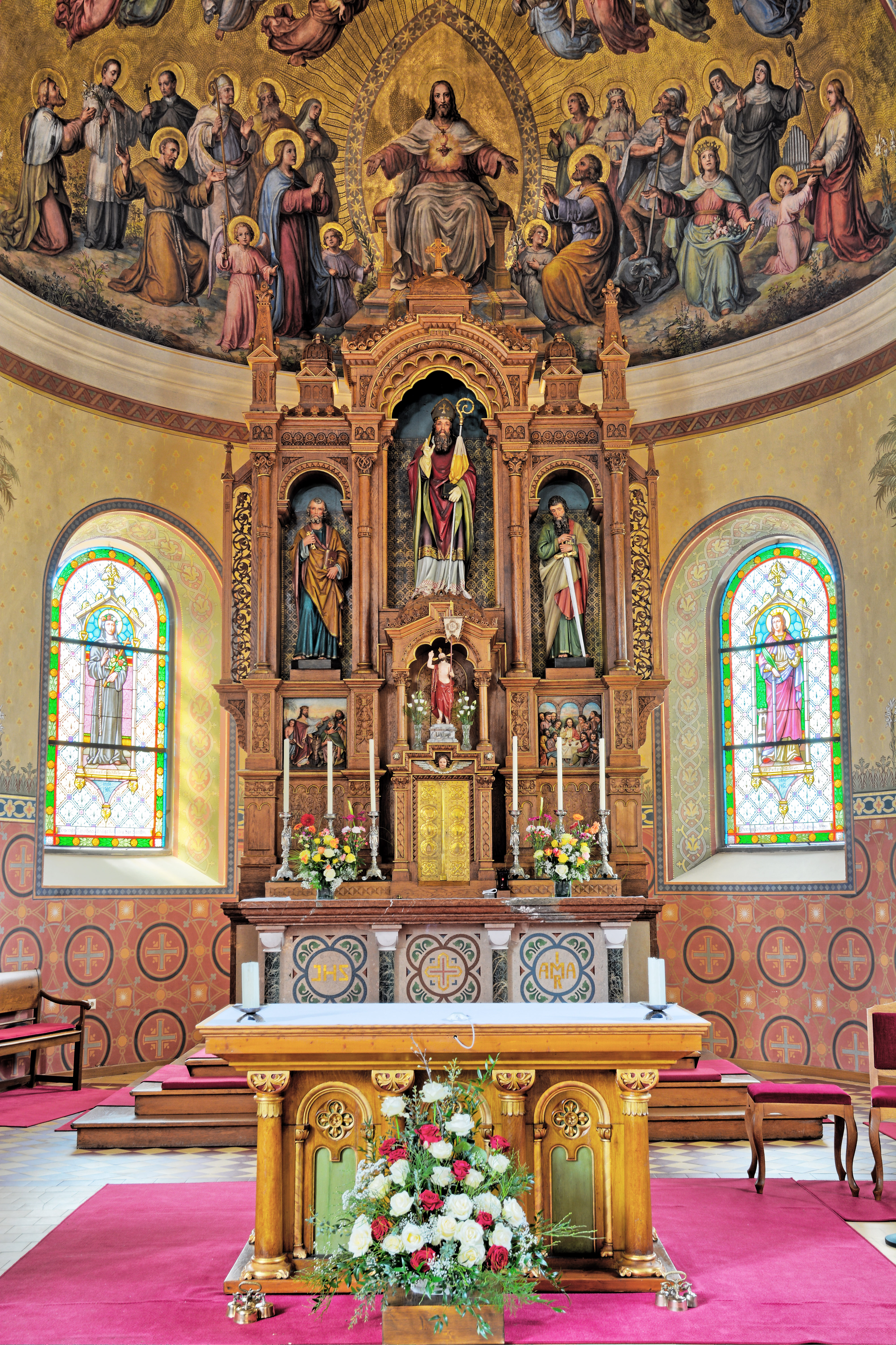
Ansicht des Hochaltars

Der neugotische Hochaltar besteht aus einem Aufbau mit Schnitzfiguren der Heiligen Martin, Petrus und Paulus. Die neugotischen Seitenaltäre, ein monumentales Kruzifix sowie die übrige Ausstattung wurden im 20. Jahrhundert angefertigt. Die Orgel mit 16 Registern ist ein Werk von Franz Capek aus dem Jahr 1907.
Ein barockes Bild des Kirchenpatrons Martin in der Sakristei ist mit 1728 bezeichnet. Ein weiteres Bild, das aus der zweiten Hälfte des 18. Jahrhunderts stammt, stellt die Kreuzabnahme Jesu und die Anbetung der Heiligen Drei Könige dar. Zur weiteren Ausstattung zählen barocke Schnitzfiguren von Gottvater und Sohn.
Die Glocken der Kirche wurden 1674 und 1675 von Balthasar Heroldt gegossen.